# Yuzu (banda)

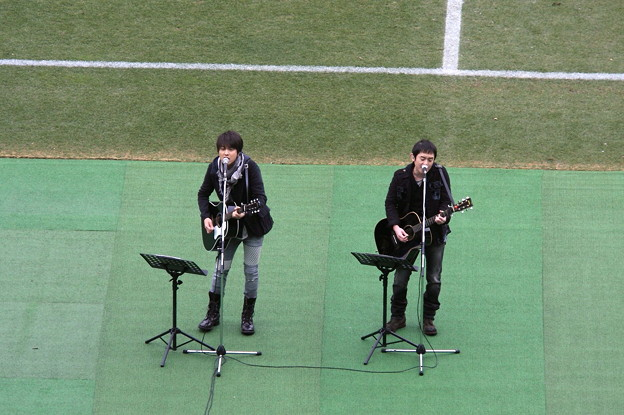
Yuzu

Yuzu (ゆず) é uma banda de pop japones formado por dois membros. Os membros são Yujin Kitagawa (北川悠仁, Kitagawa Yujin, 14 de Janeiro de 1977) e Kōji Iwasawa (岩沢厚治, Iwasawa Kōji, 14 de outubro de 1976). Ambos os membros são de Yokohama na Kanagawa, e alunos da Okamura Junior High School.